# رصيف أبي الهول

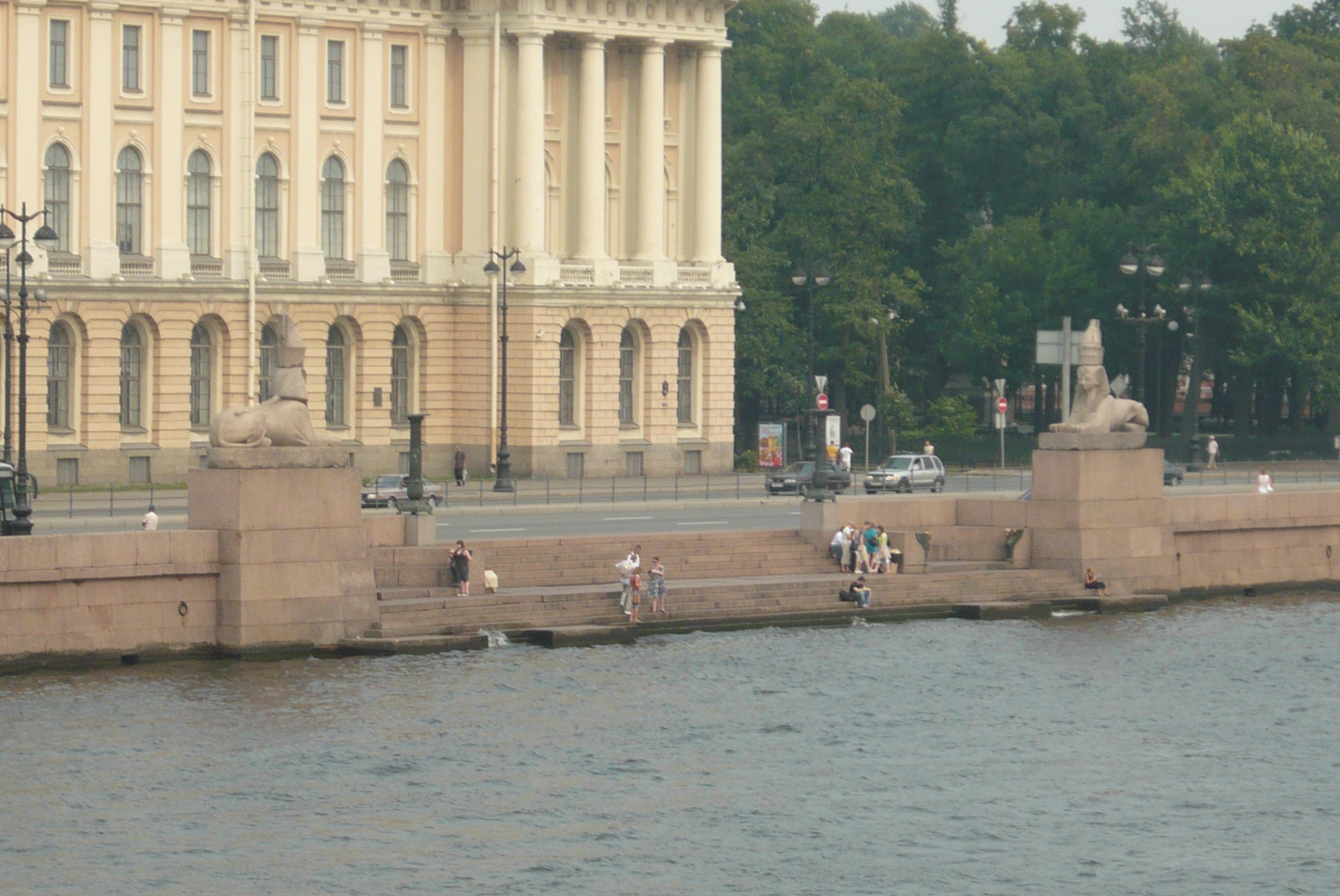
صورة حديثة للرصيف

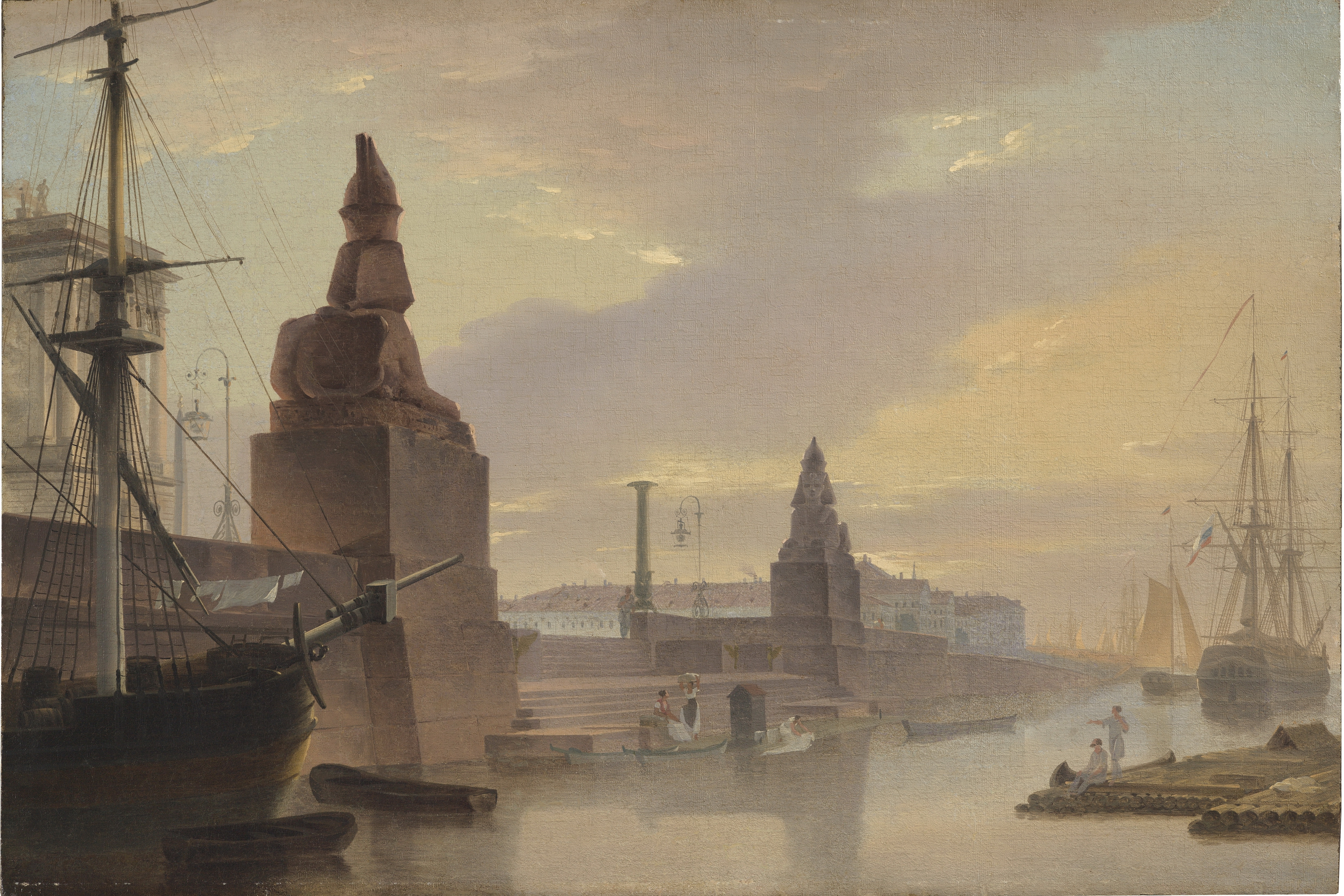
لوحة للفنان الروسي ماكيم فوربيف للرصيف، تم رسمها عام 1835

رصيف أبو الهول رصيف يكرم الحضارة المصرية مؤسس أمام الأكاديمية الإمبراطورية للفنون سانت بطرسبرغ، روسيا. يشتهر الرصيف بوجود أثنين من تماثيل أبو الهول القديمة التي تم جلبها من مصر إلى روسيا خلال فترة الهوس بالحضارة المصرية عام 1832. تم الانتهاء من تأسيس الرصيف في عام 1834.

## التاريخ
يرجع الفضل في الحصول على تماثيل أبي الهول الموجودة في جسر الجامعة أمام أكاديمية الفنون في سانت بطرسبرج إلى أندريه مورافيوف، الذي بدأ في عام 1830 رحلة حج إلى الأماكن المقدسة. رأى أندريه في الإسكندرية تماثيل أبو الهول والتي تم احضارها للبيع في ذلك الوقت.
نالت المنحوتات القديمة إعجابه لدرجة أنه أرسل على الفور رسالة إلى السفير الروسي يقترح عليه الحصول عليها والتي نقلتها السفارة بدورها إلى سان بطرسبرج حيث تلقاها نيكولاي الأول وأعاد توجيها إلى الأكاديمية الروسية للفنون. كانت عملية بيع الآثار في ذلك الوقت عملية قانونية. كان صاحب التماثيل قد سبق أن باعها إلى فرنسا، لكن لم تكتمل الصفقة بسبب الثورة الفرنسية ليبيعهم إلى سانت بطرسبرغ في عام 1832.
ظل التمثالان العامان الأوليين في فناء الأكاديمية الروسية للفنون حتى صمم المهندس المعماري كونستانتين ثون الجسر ليتم نقل التماثيل وقتها إلى الواجهة البحرية في عام 1834.

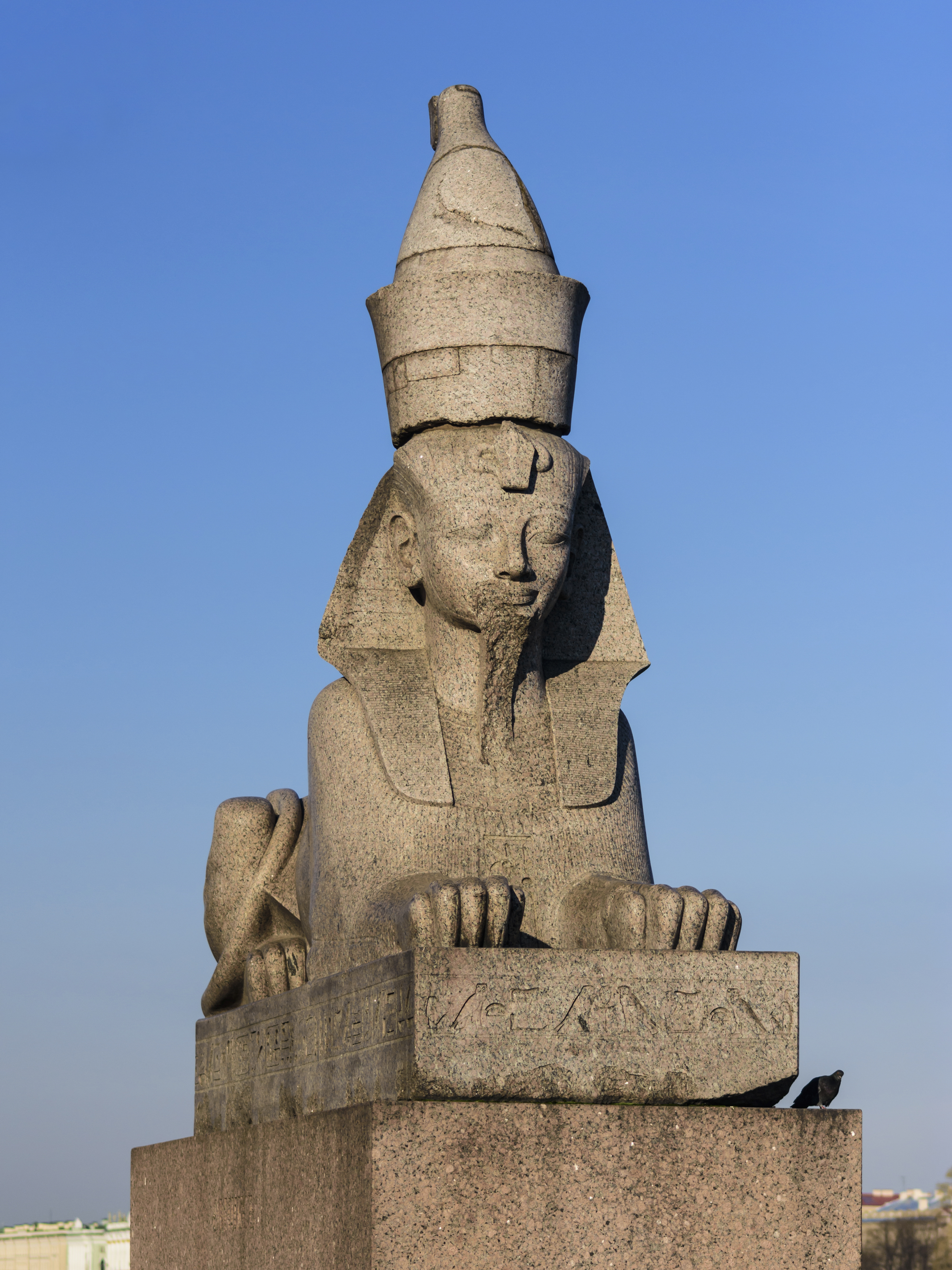
أحد تماثيل أبو الهول في الرصيف

## الوصف
يرجع علماء الأثار عمر أبو الهول إلى حوالي 3500 عام، تمت صناعة التماثيل من مادة السينبت لتوضع أما معبد بالقرب من مدينة طيبة (الأقصر) لفرعون الأسرة الثالثة عشر أمنحتب الثالث. وجوه التماثيل على شكل وجه أمنحتب الثالث ويشير شكل أغطية الرأس (التيجان "pa shemti") إلى أنه كان حاكمًا لمملكتين - مصر العليا ومصر السفلى. يبلغ وزن أبو الهول حوالي 23 طنًا لكل منها.

## وصلات خارجية
- Cultural heritage of Russia, monument #7810705002, Пристань со сфинксами фараона Аменхотепа III
- «Петербургские сфинксы. Солнце Египта на берегах Невы»—СПб.: Издательство «Журнал “Нева”», 2005,—304 с., ил. (بالروسية)